# Митяшин, Михаил Ильич
 Михаил Ильич Митяшин (18 ноября 1921, село Полукедровка, Тюменский уезд, Тюменская губерния, Советская Россия — 9 сентября 1999, город Домодедово, Московская область, Россия) — начальник Актюбинского высшего лётного училища гражданской авиации Министерства гражданской авиации СССР Герой Социалистического Труда ( 04.02.1983). Заслуженный пилот СССР (15.08.1969).

## Биография
Родился 18 ноября 1921 года в деревне Полукедровка Тюменского уезда Тюменской губернии, ныне не существует, территория Нижнетавдинского района Тюменская область. Русский.
В 1940 году с отличием окончил Нижнетавдинскую среднюю школу и в октябре 1940 года был призван в Красную Армию. Военную службу проходил в артиллерийском полку, в феврале 1941 года поступил в Ленинградское авиационно-техническое училище, которое в августе из-за начала войны было эвакуировано в город Магнитогорск Челябинской области.
В мае 1942 года старший лейтенант Митяшин окончил училище, получив квалификацию авиационного механика, и был направлен для продолжения учёбы в Актюбинскую отдельную учебную авиаэскадрилью. После её окончания в январе 1944 года работал лётчиком Гражданской авиации в городе Куйбышеве (ныне – Самара), летал на многих видах самолётов от По-2 до командира транспортных Ли-2 и Ил-14 с классификацией пилота 1-го класса и должности командира корабля-инструктора.
Два года находился в заграничной командировке – летал на  воздушных линиях Китайской Народной Республики (КНР).
В 1956 году поступил во вновь созданное Высшее авиационное училище Гражданского воздушного флота (ГВФ) в Ленинграде (ныне – Санкт-Петербург), позже преобразованное в академию.
После окончания академии с 1960 года работал на командно-лётных и хозяйственных должностях, в том числе – заместителем начальника по лётной службе Восточно-Сибирского территориального управления ГВФ в городе Красноярске. 
За успешное освоение возглавляемого им предприятием самолёта Ил-18 в 1966 году был награждён орденом Ленина, позже был удостоен звания «Заслуженный пилот СССР».
С июня 1970 года он работал начальником Якутского управления ГВФ. Основным видом транспорта Якутии – самого крупного административно-территориального образования России (3 миллиона квадратных километров) – была авиация, которая обслуживала предприятия алмазо-золотодобывающей промышленности республики, высокоширотные экспедиции института Арктики и Антарктики, в том числе на дрейфующей станции Северный полюс.
За успешное развитие авиации в Якутии был награждён орденом Трудового Красного Знамени.
Под угрозой хронического заболевания в мае 1975 года он был переведён в район с более мягким климатом – стал первым начальником Актюбинского высшего лётного училища Гражданской авиации (АВЛУГА). В течение 9 лет под его руководством училище готовило лётные кадры для гражданской авиации с высшей инженерной квалификацией.
Указом Президиума Верховного Совета СССР от 4 февраля 1983 года за выдающиеся производственные достижения, досрочное выполнение пятилетнего плана, освоение и внедрение новой авиационной техники и проявленную при этом трудовую доблесть Митяшину Михаилу Ильичу присвоено звание Героя Социалистического Труда с вручением ордена Ленина и золотой медали «Серп и Молот».
В 1984 году перешёл на другую работу и переехал в Московскую область. В 1989 году вышел на пенсию.
Избирался депутатом Актюбинского областного Совета народных депутатов.
Проживал в городе Домодедово Московской области.
Скончался 9 сентября 1999 года.

## Награды
- Золотая медаль «Серп и Молот» (04.02.1983)
- Орден Ленина (15.08.1966).
- Орден Ленина (04.02.1983).
- Орден Трудового Красного Знамени (09.02.1973).
- Орден «Знак Почёта» (05.11.1954).
- Медаль «В ознаменование 100-летия со дня рождения Владимира Ильича Ленина» (6 апреля 1970)
- Медаль «Ветеран труда»
- Медаль «За трудовую доблесть»